# Pagastia partica
Pagastia partica är en tvåvingeart som först beskrevs av Roback 1957.  Pagastia partica ingår i släktet Pagastia och familjen fjädermyggor. Inga underarter finns listade i Catalogue of Life.